# Espécie ameaçada

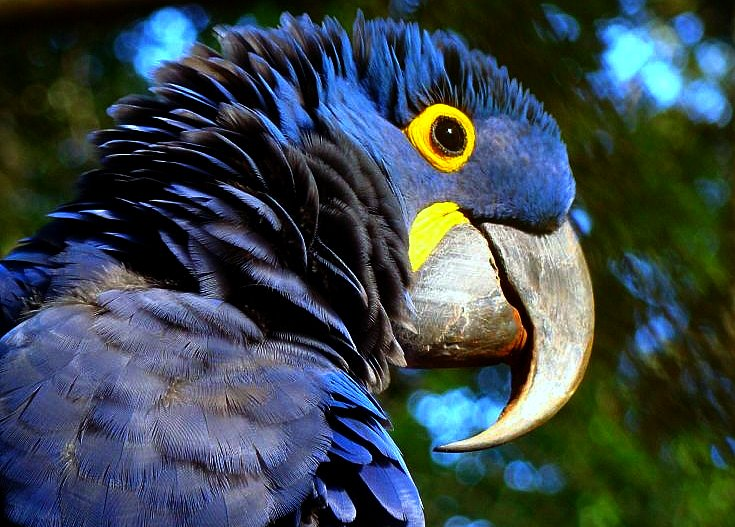
Arara azul é uma espécie Brasileira em grande risco de extinção, graças à caça e devastação do seu habitat natural.

Uma espécie ameaçada é uma espécie cujas populações estão decrescendo a ponto de colocá-la em risco de extinção. Muitos países têm legislação que protege estas espécies, proibindo a caça e protegendo seus habitats, mas essa legislação tem se demonstrado insuficiente para evitar que um número crescente de espécies deixe de existir, sem que se tenha notícia deste fato.
Não há consenso sobre os critérios de inclusão de uma espécie na lista das ameaçadas. Há uma interpretação corrente de que a preservação de espécies ameaçadas é incompatível com a exploração económica do ambiente em que vivem, que deveria ser preservado como um santuário ecológico intocável.
Isto é verdade em alguns casos extremos, mas não em todos. Cresce o número de propostas de uso económico sustentável de habitats naturais, combinando agricultura com preservação da cobertura vegetal e, portanto, da diversidade da flora e da fauna.
No Brasil, a legislação tem feito alguns avanços nos últimos anos, embora na prática a falta de fiscalização e a impunidade dos infratores implique em que não seja respeitada.

## Critérios da IUCN
A União Internacional para Conservação da Natureza (IUCN) é a maior autoridade em classificar e estudar as espécies ameaçadas, e ela considera as espécies ameaçadas em três categorias, dependendo do grau de ameaça:
- Espécie vulnerável
- Espécie em perigo
- Espécie criticamente em perigo

Categorias com menor risco de ameaça são quase ameaçada, pouco preocupante e a não mais utilizada dependente de conservação. Espécies não avaliadas ou deficiente de dados não são consideradas espécies ameaçadas pela IUCN.

As três categorias de espécies ameaçadas da Lista Vermelha da IUCN.

Embora ameaçada, em perigo e vulnerável possam ser utilizadas enquanto se discute categorias da IUCN, o termo ameaçada é geralmente usado para se referir às três categorias (criticamente em perigo, em perigo e vulnerável), enquanto o termo vulnerável e em perigo se referem a categorias específicas. Dependendo do contexto, pode-se falar que uma espécie é vulnerável ou em perigo, como se esses termos fossem sinônimos de ameaçada. Entretanto, a distinção entre esses termos é feita na maior parte das vezes, com vulnerável se referindo às espécies com menor grau de ameaça e em perigo para as espécies com grau intermediário de ameaça.
Subespécies também podem ser classificadas como ameaçadas.

## Exemplos de espécies ameaçadas

### Mamíferos ameaçados

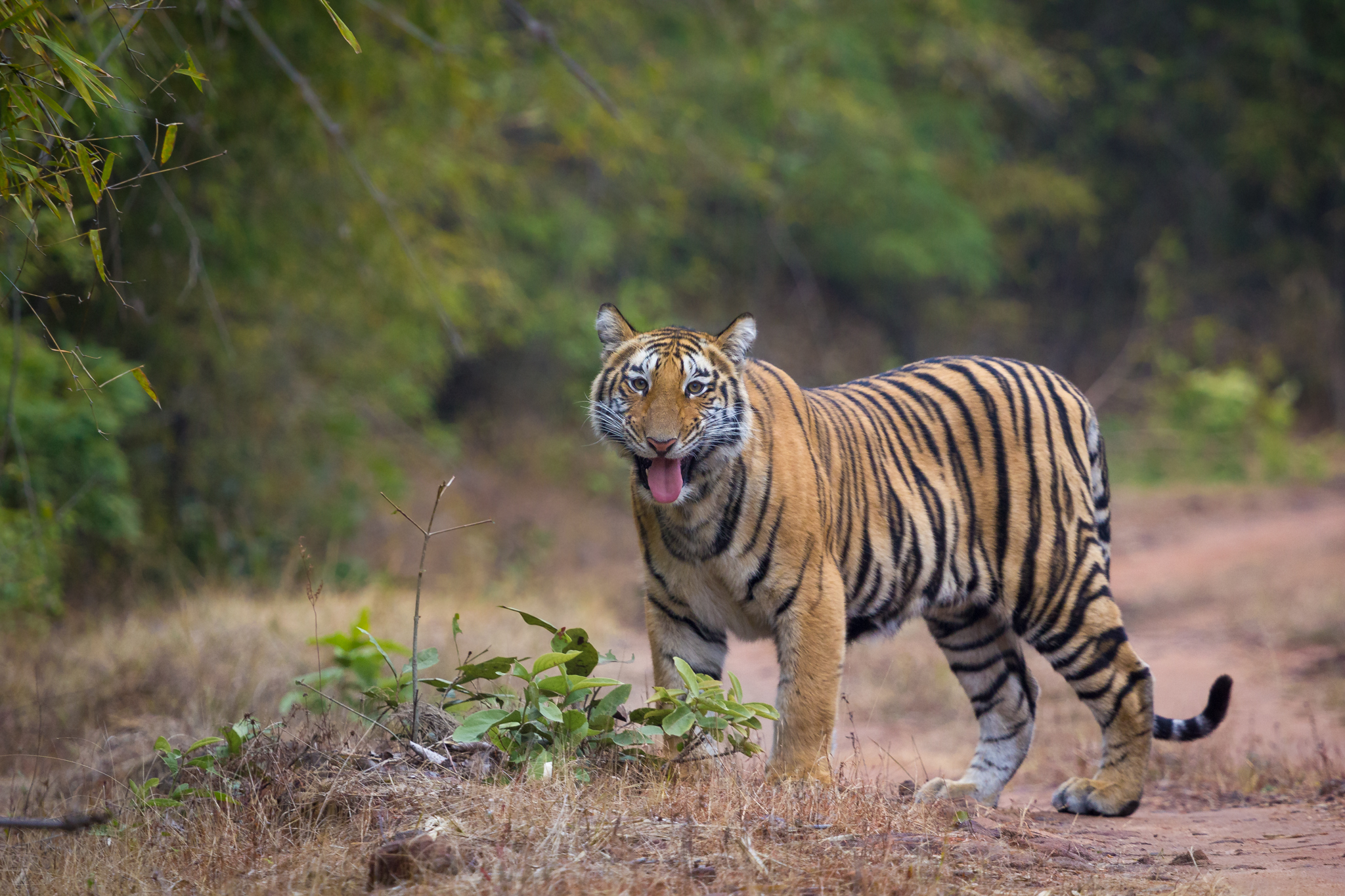
O tigre é um mamífero ameaçado.

- Antílope-tibetano (Pantholops hodgsonii)
- Baleia-azul (Balaenoptera musculus )
- Chimpanzé (Pan troglodytes)
- Elefante-africano (Loxodonta spp)
- Gorila-do-ocidente (Gorilla gorilla)
- Gorila-do-oriente (Gorilla beringei)
- Guigó-de-coimbra-filho (Callicebus coimbrai)
- Guigó-da-caatinga (Callicebus barbarabrownae)
- Leopardo (Panthera pardus)
- Leão (Panthera leo)
- Lobo-Guará (Chrysocyon brachyurus)
- Macaco-prego-galego (Cebus flavius)
- Mico-leão-dourado (Leontopithecus rosalia)
- Muriqui-do-sul (Brachyteles arachnoides)
- Onça-pintada (Panthera onca)
- Orangotango (Pongo pygmaeus e Pongo abelii)
- Panda-gigante (Ailuropoda melanoleuca)
- Peixe-boi (Trichechus manatus)
- Rinoceronte-de-sumatra (Dicerorhinus sumatrensis)
- Tigre (Panthera tigris)
- Urso-polar (Ursus maritimus)

### Avesameaçadas

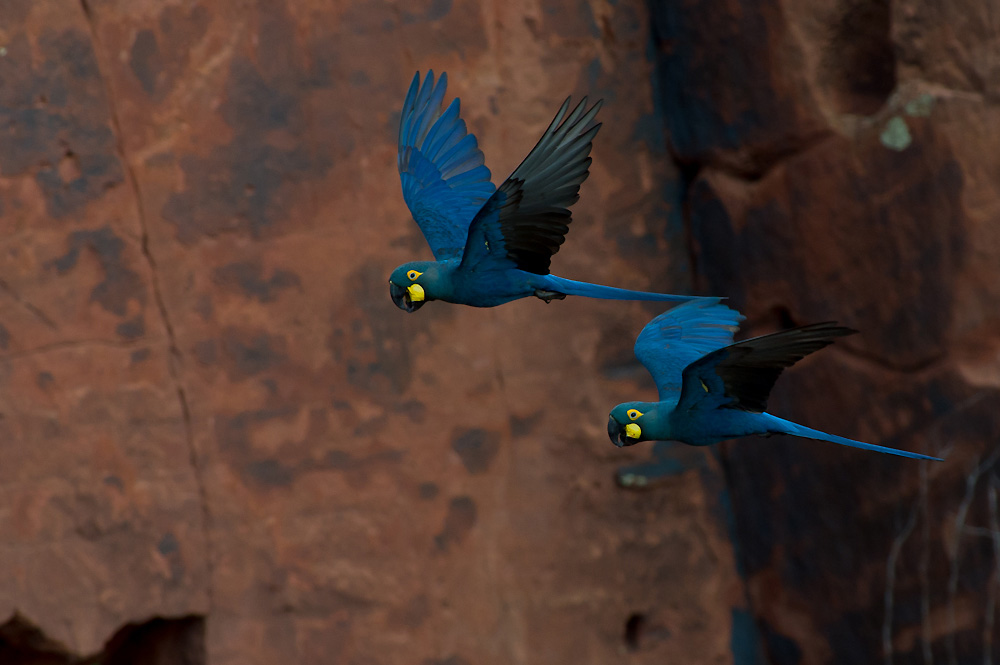
A arara-azul-de-lear é uma ave ameaçada.

- Arara-azul-de-lear
- Arara-azul-grande
- Arara-azul-pequena
- Ararinha-azul
- Araracanga
- Diamante-de-gould
- Arara-vermelha
- Bacurau-de-rabo-branco
- Guaruba
- Papagaio-de-cara-roxa
- Papagaio-da-serra
- Papagaio-de-peito-roxo
- Cigarra-verdadeira
- Calafate
- Tiê-bicudo
- Azulão
- Tiriba-do-paranã

### Répteisameaçados
- Tartarugas-marinhas
- Tartaruga-de-couro
- Dragão-de-komodo
- Jacaré-de-papo-amarelo
- Varano do deserto

### Peixesameaçados
- Tubarão-baleia (Rhincodon typus)
- Tubarão-branco (Carcharodon carcharias)
- Tubarão-sem-dentes (Devil Shark)

### Artrópodesameaçados
- Borboleta-da-restinga (Parides ascanius)
- Caranguejo-amarelo (Gecarcinus lagostoma)

### Plantasameaçadas
- Andiroba
- Araucária
- Cedro
- Jacarandá
- Pau-brasil
- Pau-de-cabinda
- Pau-Rosa
- Mogno